# Niacinrodnad
Niacinrodnad är ett vanligt tillstånd som kan uppkomma en stund efter att ha intagit vitamintillskott av niacin och vilket i så fall yttrar sig i att huden, vanligen ansiktet, börjar rodna.
Niacinrodnad skapas av prostaglandin D2 och E2. Prostaglandinutsöndringen tycks också endast uppkomma av nikotinsyra, men inte av nikotinamid. Rodnaden uppstår genom aktivering av receptorn för niacin, som är G-proteinkopplad via Langerhanska celler i huden, vilket orsakar den vasodilation som syns som blossande hud.
Hos personer med schizofreni är förekomsten av niacinrodnad påfallande lägre. Niacin har därför föreslagits att användas vid diagnosering av schizofreni. Affektiva symtom, exempelvis vid bipolär sjukdom, tycks å andra sidan ge ökad rodnad.